# Ghana Stock Exchange
The Ghana Stock Exchange (GSE) är den största börsen i Ghana. Börsen grundades i juli 1989, men startade handeln 1990. För tillfället är runt 30 bolag listade på börsen. GSE ligger i Accra.